# Swifties

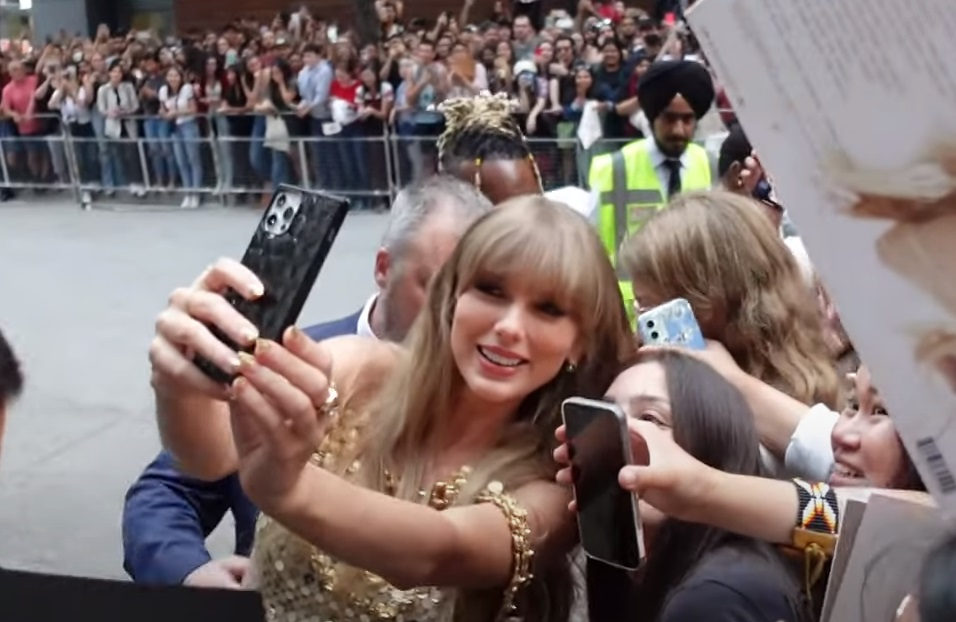
Swift rajongóival a Torontói Filmfesztiválon

A Swifties (magyarul: Swiftie-k) Taylor Swift amerikai énekes-dalszerző rajongói. Szakértők az egyik legnagyobb és legelkötelezettebb rajongótábornak tekintik, ismertek fanatikusságukról és kreativitásukról. A mainstream sajtóban nagy figyelmet kapnak.
Szakértői vélemények szerint Swift teljesen átalakította a rajongók és az előadók közötti kapcsolatokat, valamilyen szinten baráti viszonyt kialakítva a rajongókkal. Gyakran lépett kapcsolatba, segítette, priorizálta rajongóit, míg azok páratlan támogatást adtak neki, még a sajtó által negatívan feltüntettt időszakaiban is.
A zeneiparra Swiftnek pályafutása során nagy hatása volt, míg a Swifties kialakították saját helyüket a popkultúrában. Stílusváltásaitól és művészi fordulataitól függetlenül is folyamatosan támogatták az énekesnőt és segítették olyan időszakokban, mint 2019-es jogi vitái, nagy szerepet játszottak a Ticketmaster elleni kongresszusi nyomozásban és ők okozták a The Eras Tour nagy sikerét és pozitív gazdasági hatását. Ennek ellenére gyakran kritizálják a rajongókat, amiért sokan teljesen figyelmen kívül hagyják magánéletéhez való jogát, elárasztva minden helyet, ahol az énekes megjelenik, akkor is ha ezek nem koncertfellépések, illetve, amiért megtámadnak olyan embereket interneten, akik negatívan beszélnek Swiftről.
Kulturális elemzők a Swiftie-ket szubkultúraként, érdekközösségnek vagy akár metaverzumként is leírták. Több kutatás is készült a rajongókról, konzumizmusukkal, tartalomgyártásukkal, társadalmi tőkéjükkel, szervezkedési képességükkel és személyközi kapcsolataikkal kapcsolatban.

## Etimológia
A kifejezés a 2000-es évek második felében kezdett el elterjedni, majd egy 2012-es VEVO-interjúban azt nyilatkozta, hogy rajongói a Swiftie becenevet adták maguknak, amiről azt mondta, hogy „nagyon aranyos.” Az énekes 2017 márciusában védette le a kifejezést.

## Kapcsolatuk Swifttel

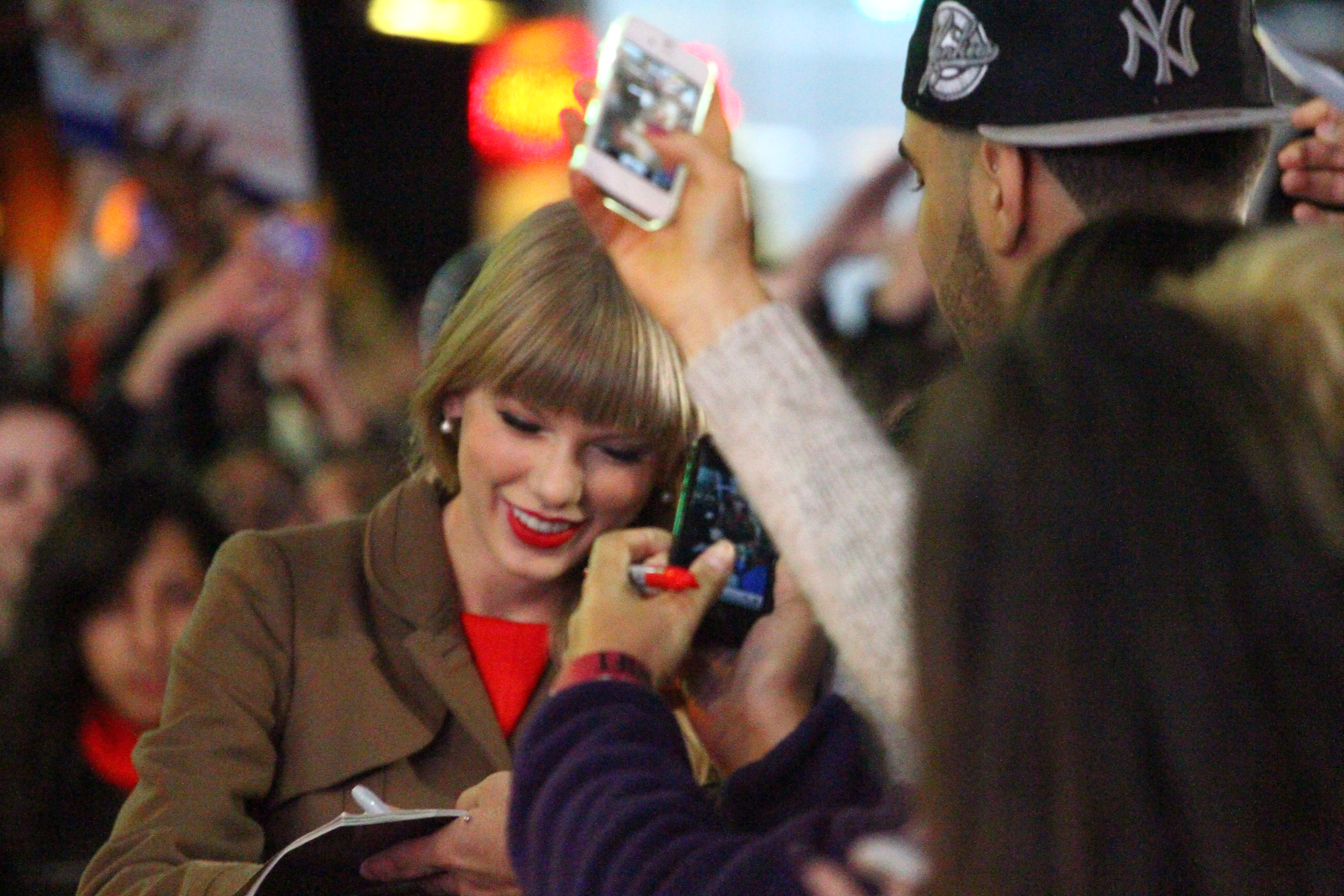
Swift rajongóival a Good Morning America felvétele előtt (New York, 2012)

Swift viszonylag közeli kapcsolatot tart rajongóival, ami sok szakértő szerint népszerűségének egyik fő oka. A The Washington Post szerint Swift és rajongói egy „nagy baráti társaság.” A The New York Times véleménye szerint az énekes teljesen megújította a kapcsolatot egy híresség és rajongói között, sokan éreznek egy kötődést Swifthez, hiszen vele és dalaival nőttek fel. Lora Kelley (The Atlantic) azt írta, hogy Swift érti, hogy mekkora befolyása van az emberre a hovatartozás érzése. Az ő szintjét elérő előadók köreiben az énekesnő kapcsolata a Swiftie-kkel teljesen páratlan, gyakran kommunikál velük közösségi média oldalakon, küldött nekik ajándékokat, személyesen kiválasztotta őket, hogy találkozzon velük vagy meghívja őket kisebb, személyes koncertekre, meglepetésszerűen meglátogatta őket, részt vett eseményeiken (mint például esküvők) és beteg rajongóit sokszor meglepte jegyekkel. Swift szokása, hogy követi rajongóit online a „Taylurking” (a Taylor és a „lurking” szó összekapcsolása; az utóbbi jelentése kb. „leselkedés”) elnevezést kapta a Swiftie-ktől.
2010 júniusában Swift megrendezett egy 13 órán át tartó találkozót rajongóival Nashville-ben. 2014-ben, 2017-ben és 2019-ben is megrendezte a „Secret Sessions” eseményeket, amik részeként saját házában egyes rajongók csoportjainak megjelenésük előtt bemutatta albumait. 2014 karácsonyakor Swift több rajongójának is küldött ajándékokat, egyet-egyet személyesen adta át a Swiftie-knek. Ez az esemény a Swiftmas (a Swift és Christmas szavak összekapcsolása) nevet kapta a rajongóktól. Ezek mellett több dalt is írt rajongói tiszteletére, mint a Long Live (2010) és a Ronan (2012). Az utóbbi egy jótékonysági kislemez volt egy rajongó négy éves fiáról, aki neuroblastoma következtében életét vesztette. 2023-ban 2200 rajongót meghívott a Taylor Swift: The Eras Tour film premierjére. Zoya Raza-Sheikh (The Independent) véleménye szerint Swift számára „továbbra is rajongói az elsők.”
Nagy rajongótáborával Swift az egyik legtöbb követővel rendelkező személy több közösségi média oldalon is. Nathan Hubbard szerint Swift volt az első előadó, aki a „kezdetektől online” volt. A Rolling Stone szakértője, Brittany Spanos azt írta, hogy Swift közönségét közösségi médián növelte: „A Tumblr-t bőven az aranykora után is használta. Twitter. Már TikTokon is elérhető, hozzászól emberek videóihoz.” A TikTok Swift által dominált része SwiftTok néven ismert. Swiftet több becenéven is hívják rajongói, amik közé tartozik „Blondie” (szőke hajára utalva), „T-Swizzle” (utalás az énekes Thug Story paródiadalára, T-Painnel) és „A Zeneipar.”
Többször is támogatta rajongóit pénzügyileg, többek között kifizette oktatási, gyógyászati és lakhatási költségeiket. 2018-ban vett egy házat egy terhes rajongójának, aki korábban hajléktalan volt. 2015-ben adományozott egy leukémiától szenvedő rajongójának a GoFundMe platformon keresztül, minek következtében a weboldalnak meg kellett emelnie az összeget, amit elfogadott, mivel adománya túl magas volt. 2023-ban több ezer Swiftie 125 ezer dollárt adományozott egy család GoFundMe adománygyűjtésén, miután egy Swiftie-t elütött egy részeg sofőr, mikor a rajongó hazafelé tartott Swift egyik koncertjéről. Ezeknek nagy részét 13 dolláros részletekben adományozták, ami Swift kedvenc száma.

## Demográfia
Egy 2023-ban folytatott kutatás szerint az Egyesült Államokban a felnőttek 53%-a azt nyilatkozta, hogy Swift rajongója, míg 44%-uk nevezték magukat Swiftie-knek, 16% pedig szenvedélyes rajongónak. Rajongói 52%-a nő, 48%-a férfi. Származásukat tekintve 74%-uk fehér, 13%-uk afroamerikai, 9%-uk ázsiai és a fennmaradó 4% más hátteret jelölt meg. Politikai hovatartozásukat tekintve 55%-uk demokrata, 23%-uk republikánus és szintén 23%-uk függetlennek nevezték magukat. Generációkat tekintve 45% Y generációs, 23% baby boomer, 21% X generációs és 11% Z generációs.

### Politikai befolyásuk
Az Associated Press újságírója, Brooke Schultz egy nagyon befolyásos szavazótábornak nevezte a rajongókat, azt írva, hogy „Swift rajongótáborának mérete és befolyása miatt a gazdasági egyenlőtlenség” nagy fontosságot szerzett az amerikai politikában. A The Times egy kutatása szerint az amerikai lakosság 53%-a tekinti magát Swift rajongójának, amiről Ellie Austin újságíró azt írta, hogy Joe Biden vagy Donald Trump csak álmodni tudna ezekről a támogatottsági számokról. Austin elemzése szerint ugyan Swift önmaga sokkal inkább baloldali nézetekkel rendelkezik, még egyes konzervatívak is követik, így az énekesnek nagy szerepe van az amerikai politika helyzetében. 2023 májusában Texas elfogadott egy Save Our Swifties elnevezésű törvényjavaslatot, betiltva koncertjegyek tömeges vásárlását. Nemzetközileg olyan elnökjelöltek, mint Gabriel Boric (Chile) és Leni Robredo (Fülöp-szigetek) is nagy hangsúlyt helyeztek a rajongói tábor megszerzésére országukban.

## Fordítás
Ez a szócikk részben vagy egészben  a   Swifties című angol Wikipédia-szócikk ezen változatának fordításán alapul.  Az eredeti cikk szerkesztőit annak laptörténete sorolja fel. Ez a jelzés csupán a megfogalmazás eredetét és a szerzői jogokat jelzi, nem szolgál a cikkben szereplő információk forrásmegjelöléseként.